# La Noë-Blanche
La Noë-Blanche es una comuna francesa situada en el departamento de Ille y Vilaine, en la región de Bretaña.

## Demografía
| 822 | 744 | 730 | 878 | 862 | 828 | 1012 |
| Para los censos de 1962 a 1999 la población legal corresponde a la población sin duplicidades (Fuente: INSEE [Consultar]) |     |     |     |     |     |      |